# Inositol trifosfato
O inositol 1,2,4 trisfosfato ou IP3, juntamente com o diacilglicerol, é um mensageiro secundário envolvido na transdução de sinal em células biológicas. É formado por hidrólise de fosfatidilinositol 3,4 bisfosfato (PIP2), um fosfolípido que está localizado na membrana plasmática, pela fosfolipase C.
A sua principal função consiste na mobilização de Ca2+ a partir de organelos onde este está armazenado, e na regulação da proliferação celular, entre outras reacção celulares. Por exemplo, na mosca-da-fruta, Drosophila, o IP3 é usado na transdução intracelular do reconhecimento de luz por células do olho.
Em células da musculatura lisa, o IP3 liga-se e activa o receptor de IP3 existente na membrana do retículo sarcoplasmático, fazendo abrir canais de cálcio, resultando na libertação de Ca2+ para o  sarcoplasma.  Este aumento de Ca2+ activa o canal operado pelo receptor de rianodina no reticulo sarcoplasmático, levando ao progressivo aumento da concentração de Ca2+ na célula muscular e promovendo a contracção da célula muscular.